# Kirovsko-Vyborgskaja-lijn
De Kirovsko-Vyborgskaja-lijn (Russisch: Кировско-Выборгская линия) (lijn 1) was de eerste lijn van de metro van Sint-Petersburg en opende in 1955. De lijn loopt van het noordoosten naar het zuidwesten, bedient 19 stations en heeft een lengte van 29,6 kilometer. De reistijd van eindpunt naar eindpunt bedraagt ongeveer 44 minuten. Zijn naam dankt de lijn aan twee stadsdelen die hij doorkruist: Vyborg (in het noorden) en Kirovski (in het zuiden). Het is de enige Petersburgse metrolijn die tot buiten de stadsgrenzen loopt: het noordelijke eindpunt Devjatkino bevindt zich in het dorp Moerino in oblast Leningrad. Voordat in 2003 het Ladozjki-station werd geopend verbond de lijn alle grote kopstations van de stad. Op kaarten wordt de lijn meestal aangeduid met de kleur rood.

## Geschiedenis
| Traject/station                                         | Openingsdatum     |
| ------------------------------------------------------- | ----------------- |
| Plosjtsjad Vosstanieja - Avtovo                         | 15 november 1955  |
| Poesjkinskaja (toegevoegd aan bestaand traject)         | 30 december 1956  |
| Plosjtsjad Lenina - Plosjtsjad Vosstanieja              | 1 juni 1958       |
| Avtovo - Datsjnoje (tijdelijk)                          | 1 juni 1966       |
| Lesnaja - Plosjtsjad Lenina                             | 22 april 1975     |
| Akademitsjeskaja - Lesnaja                              | 31 december 1975  |
| Avtovo - Prospekt Veteranov Avtovo - Datsjnoje gesloten | 29 september 1977 |
| Devjatkino - Akademitsjeskaja                           | 29 december 1978  |

Het bovengrondse station Datsjnoje bevond zich nabij het depot en werd gesloten nadat de lijn verder naar het zuiden verlengd werd. Station Devjatkino kreeg zijn huidige naam in 1991, in de Sovjettijd heette het Komsomolskaja.
In 1995 bleken de boven elkaar gelegen tunnels tussen de stations Lesnaja en Plosjtsjad Moezjestva ernstig verzakt te zijn en grote lekken te vertonen, waardoor grondwater naar binnen stroomde. Daar dit op korte termijn onoplosbaar bleek, besloot men de tunnel geheel vol water te zetten. Negen jaar lang was de lijn hierdoor in twee delen gesplitst. Reizigers werden met bussen vervoerd van het ene lijngedeelte naar het andere, totdat de verbinding in 2004 weer was hersteld. Hiervoor moest een geheel nieuw tunnelgedeelte worden gegraven.

## Stations
Als enige lijn van het net beschikt de Kirovsko-Vyborgskaja over ondiep gelegen stations. Devjatkino is het enige bovengrondse station van de lijn en het enige station dat over twee zijperrons beschikt; de overige stations zijn alle met een eilandperron uitgerust. Vanwege de leeftijd van de stations vinden er constant renovatiewerkzaamheden plaats. De stations Vladimirskaja en Narvskaja zullen van eind 2006 tot 2008 gesloten zijn. Op drie stations kan overgestapt worden op een andere metrolijn, op vijf stations bestaat er een overstapmogelijkheid op de spoorwegen.
| Station                     | Overstappunt                     | Foto | Geopend           | Opmerkingen                     |
| --------------------------- | -------------------------------- | ---- | ----------------- | ------------------------------- |
| Devjatkino                  | Devjatkino (voorstadsnet)        |      | 29 december 1978  |                                 |
| Grazjdanski prospekt        |                                  |      | 28 december 1978  |                                 |
| Akademitsjeskaja            |                                  |      | 31 december 1975  |                                 |
| Politechnitsjeskaja         |                                  |      | 31 december 1975  |                                 |
| Plosjtsjad Moezjestva       |                                  |      | 31 december 1975  |                                 |
| Lesnaja                     |                                  |      | 22 april 1975     |                                 |
| Vyborgskaja                 |                                  |      | 22 april 1975     |                                 |
| Plosjtsjad Lenina           | Finljandski vokzal               |      | 1 juni 1958       |                                 |
| Tsjernysjevskaja            |                                  |      | 1 juni 1958       |                                 |
| Plosjtsjad Vosstanieja      | Majakovskaja Moskovski vokzal    |      | 15 november 1955  |                                 |
| Vladimirskaja               |                                  |      | 15 november 1955  |                                 |
| Poesjkinskaja               | Zvenigorodskaja Vitebski vokzal  |      | 30 december 1956  | Toegevoegd aan bestaand traject |
| Technologitsjeski institoet |                                  |      | 15 november 1955  |                                 |
| Baltiejskaja                | Baltiejski vokzal (voorstadsnet) |      | 15 november 1955  |                                 |
| Narvskaja                   |                                  |      | 15 november 1955  |                                 |
| Kirovski zavod              |                                  |      | 15 november 1955  |                                 |
| Avtovo                      |                                  |      | 15 november 1955  |                                 |
| Leninski prospekt           |                                  |      | 29 september 1979 |                                 |
| Prospekt Veteranov          |                                  |      | 29 september 1979 |                                 |

Binnen een overstapcomplex hebben de stations per lijn een andere naam, met uitzondering van Technologitsjeski institoet, waar overgestapt kan worden aan de andere zijde van het perron. 

## Materieel
De dienst op de Kirovsko-Vyborgskaja-lijn wordt uitgevoerd met achtrijtuigtreinen. De lijn beschikt over twee depots, Avtovo (№ 1) en Severnoje (№ 4). Op het terrein van het depot Avtovo bevindt zich ook de hoofdwerkplaats van de metro, Datsjnoje (№ 2). Gedurende de splitsing van de lijn tussen 1995 en 2004 werd het noordelijke lijngedeelte bediend vanuit Severnoje, het zuidelijke vanuit Avtovo en enkele depots op andere lijnen. Vanwege de aanzienlijk kleinere lengte van het noordelijke tracé was er een materieeloverschot in het depot Severnoje. Een groot aantal treinen werd daarom over normale spoorlijnen overgebracht naar andere depots. Nadat de trajecten weer met elkaar verbonden waren werd de vloot van Severnoje hersteld. In totaal doen 54 treinen dienst op de lijn.

## Toekomst
Voor 2025 zou de lijn in het zuiden met twee stations verlengd gaan worden tot aan de luchthaven Luchthaven Poelkovo. Op korte termijn staan renovatie van bestaande stations en de bouw van een extra uitgang voor station Baltiejskaja op het programma.